# Ambatoharanana (Mananara Nord)
Ambatoharanana (Mananara Nord) è una città e comune del Madagascar situata nel distretto di Mananara Nord, regione di Analanjirofo.

La popolazione del comune rilevata nel censimento 2001 era pari a 9 015 unità.